# 越後赤塚駅
越後赤塚駅（えちごあかつかえき）は、新潟県新潟市西区赤塚にある、東日本旅客鉄道（JR東日本）越後線の駅である。

## 歴史
- 1914年（大正3年）12月25日：越後鉄道の駅として開業[2]。
- 1927年（昭和2年）10月1日：越後鉄道が国有化[3]。国鉄越後線所属となる[4]。
- 1962年（昭和37年）2月1日：貨物の扱いを廃止[3]。
- 1982年（昭和57年）
  - 5月31日：荷物の扱いを廃止[3][5]。CTC導入に伴い[6]、駅員無配置駅となる[7]。
  - 11月24日：現在の駅舎が竣工。
- 1985年（昭和60年）：現在の跨線橋が竣工し、供用を開始。構内踏切を廃止。
- 1987年（昭和62年）4月1日：国鉄分割民営化により、東日本旅客鉄道（JR東日本）の駅となる[3]
- 1997年（平成9年）10月1日：新潟 - 当駅間1往復（6時台）を運行開始（2010年12月から越後曽根駅まで延長運転）。
- 2006年（平成18年）1月21日：ICカード「Suica」の利用が可能となる[8]。
- 2017年（平成29年）：駅構内のトイレ改修工事が完了。男性用トイレ、女性用トイレが別々になった。
- 2018年（平成30年）：跨線橋の外装改修工事が完了。運行情報・時刻表のデジタルサイネージが設置された。
- 2019年（令和元年）：駅舎と跨線橋との通路シェルター（上屋）の増築工事が完了。

## 駅構造
島式ホーム1面2線を有する地上駅である。駅舎とホームは跨線橋で連絡している（かつては、駅舎とホームの間に道路があった）。
新潟駅が管理する無人駅だが、一部時間帯において社員が派遣され、集札業務を実施する場合がある。駅舎は待合室の機能のみ。簡易Suica改札機、自動券売機（Suica、オレンジカードなどは使用不可）、トイレなどがある。また、駅舎の前に、自動販売機、郵便ポスト、公衆電話がある。当駅周辺は冬季間の荒天時には地吹雪が発生するなど厳しい立地条件にある。ホームには待合室が設置されているが、ホーム上屋については吉田 - 新潟間全駅を通じて唯一設置されていない。運行情報と時刻表を兼ねたデジタルサイネージがある。

### のりば
| 番線 | 路線    | 方向 | 行先           | 備考     |
| ---- | ------- | ---- | -------------- | -------- |
| 1    | ■越後線 | 下り | 新潟方面       |          |
| 2    | ■越後線 | 下り | 新潟方面       | 一部列車 |
| 2    | ■越後線 | 上り | 吉田・柏崎方面 |          |

- 2番線を上下主本線とした一線スルーとなっているが、一部の列車を除いて方向別にホームを使い分ける。なお、1番線は設備上では下り列車のみ対応している。

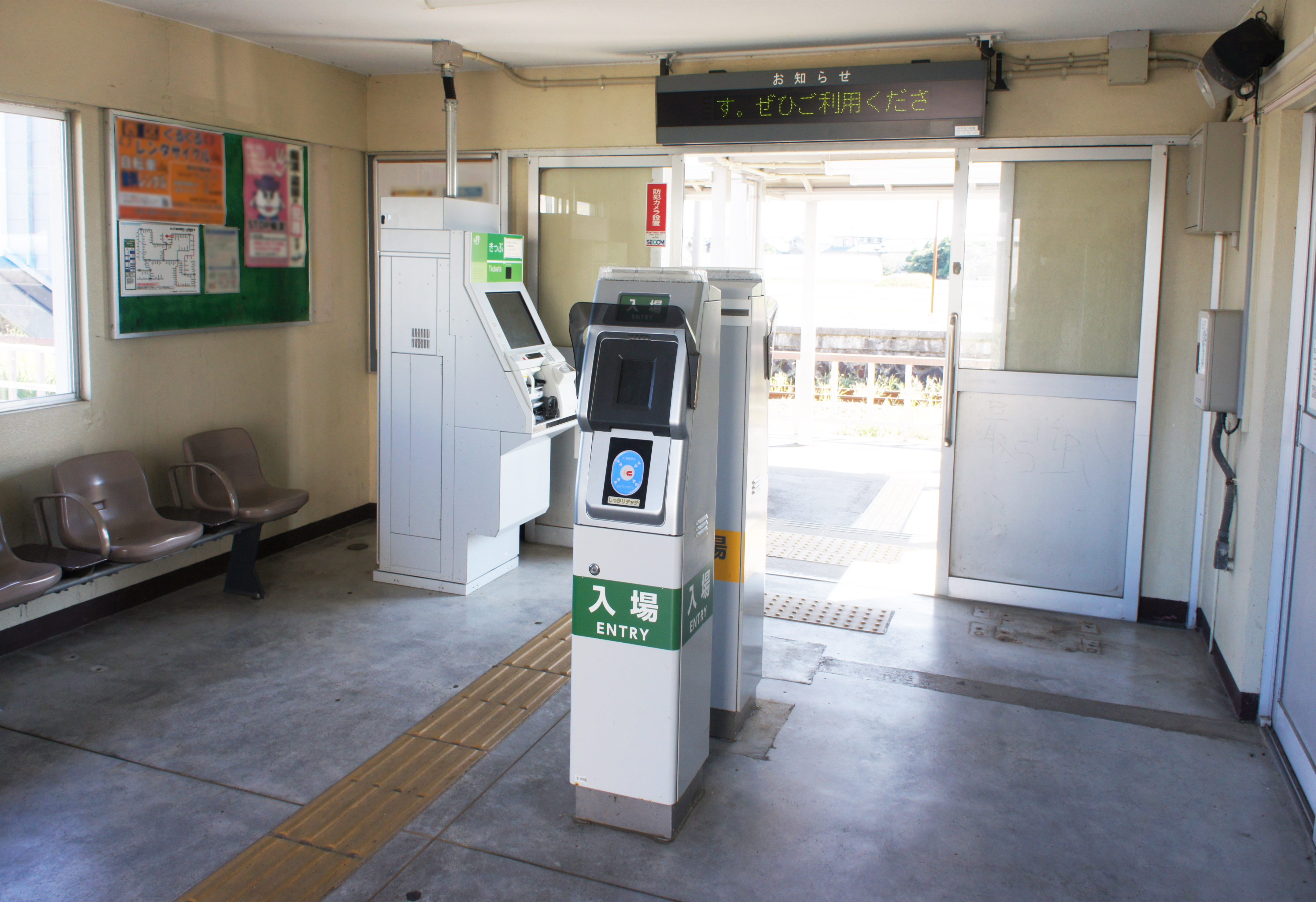
改札口（2021年9月）
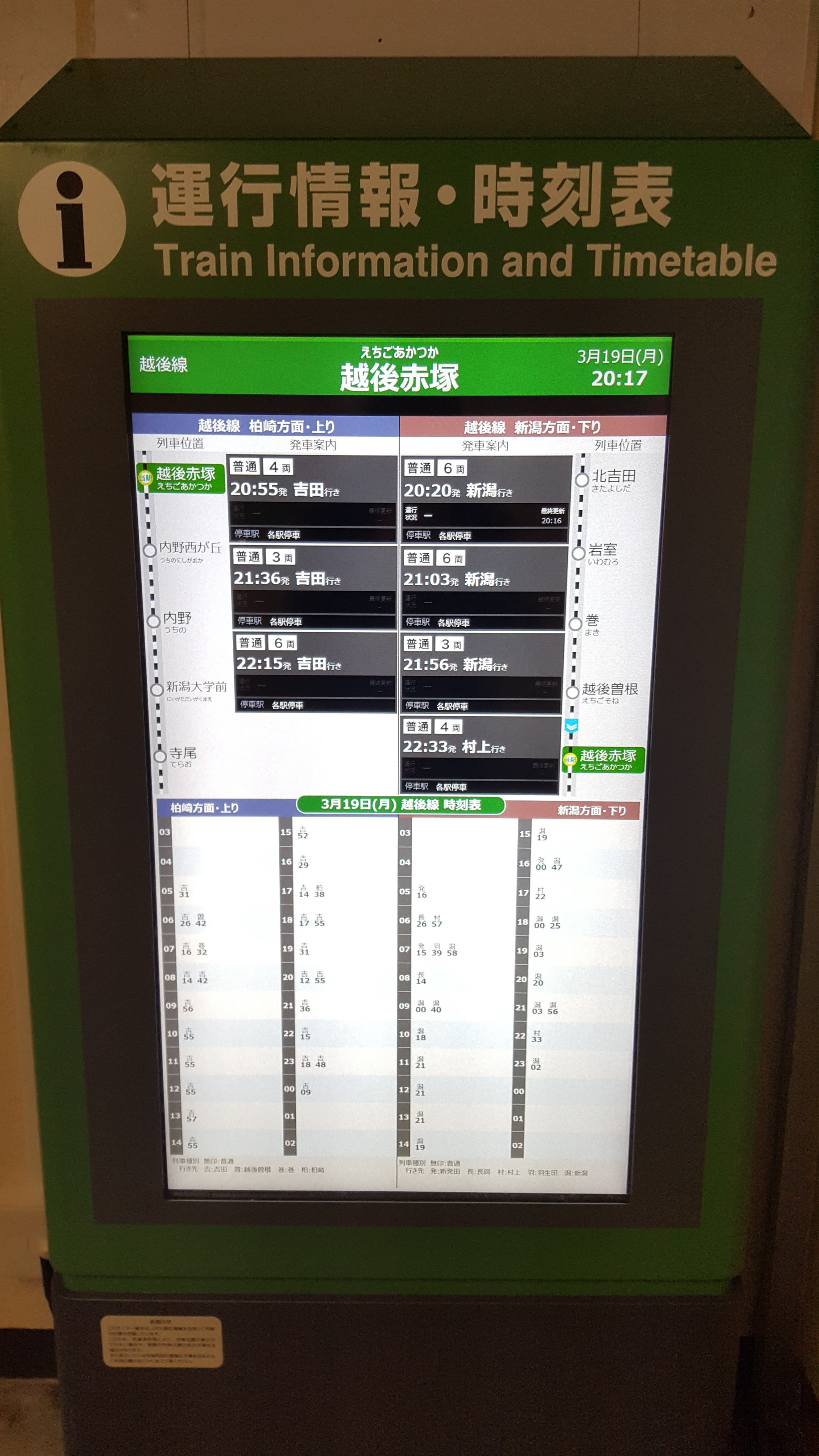
越後赤塚駅のデジタルサイネージ
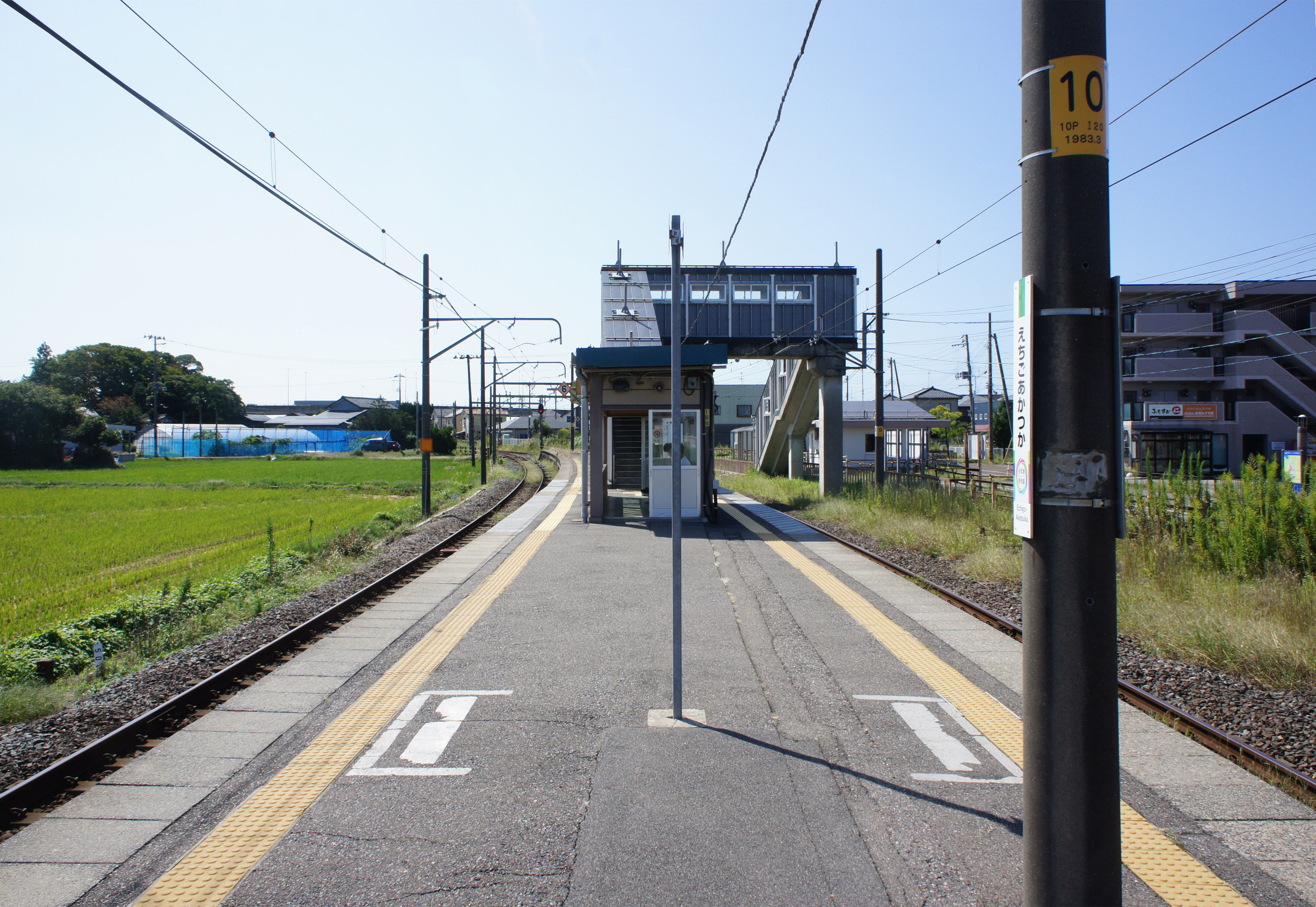
ホーム（2021年9月）

## 利用状況
「新潟市統計書」によると、2002年度（平成14年度）- 2010年度（平成22年度）の1日平均乗車人員の推移は以下のとおりであった。
| 乗車人員推移       | 乗車人員推移     | 乗車人員推移 |
| 年度               | 1日平均 乗車人員 | 出典         |
| ------------------ | ---------------- | ------------ |
| 2002年（平成14年） | 668              | [ 11 ]       |
| 2003年（平成15年） | 716              | [ 11 ]       |
| 2004年（平成16年） | 759              | [ 11 ]       |
| 2005年（平成17年） | 666              | [ 11 ]       |
| 2006年（平成18年） | 816              | [ 11 ]       |
| 2007年（平成19年） | 932              | [ 11 ]       |
| 2008年（平成20年） | 981              | [ 12 ]       |
| 2009年（平成21年） | 1,003            | [ 12 ]       |
| 2010年（平成22年） | 1,079            | [ 12 ]       |

無人駅については、発券データが正確に計上されないとして、2011年度（平成23年度）以降の乗車人員データが非公表となった。

## 駅周辺

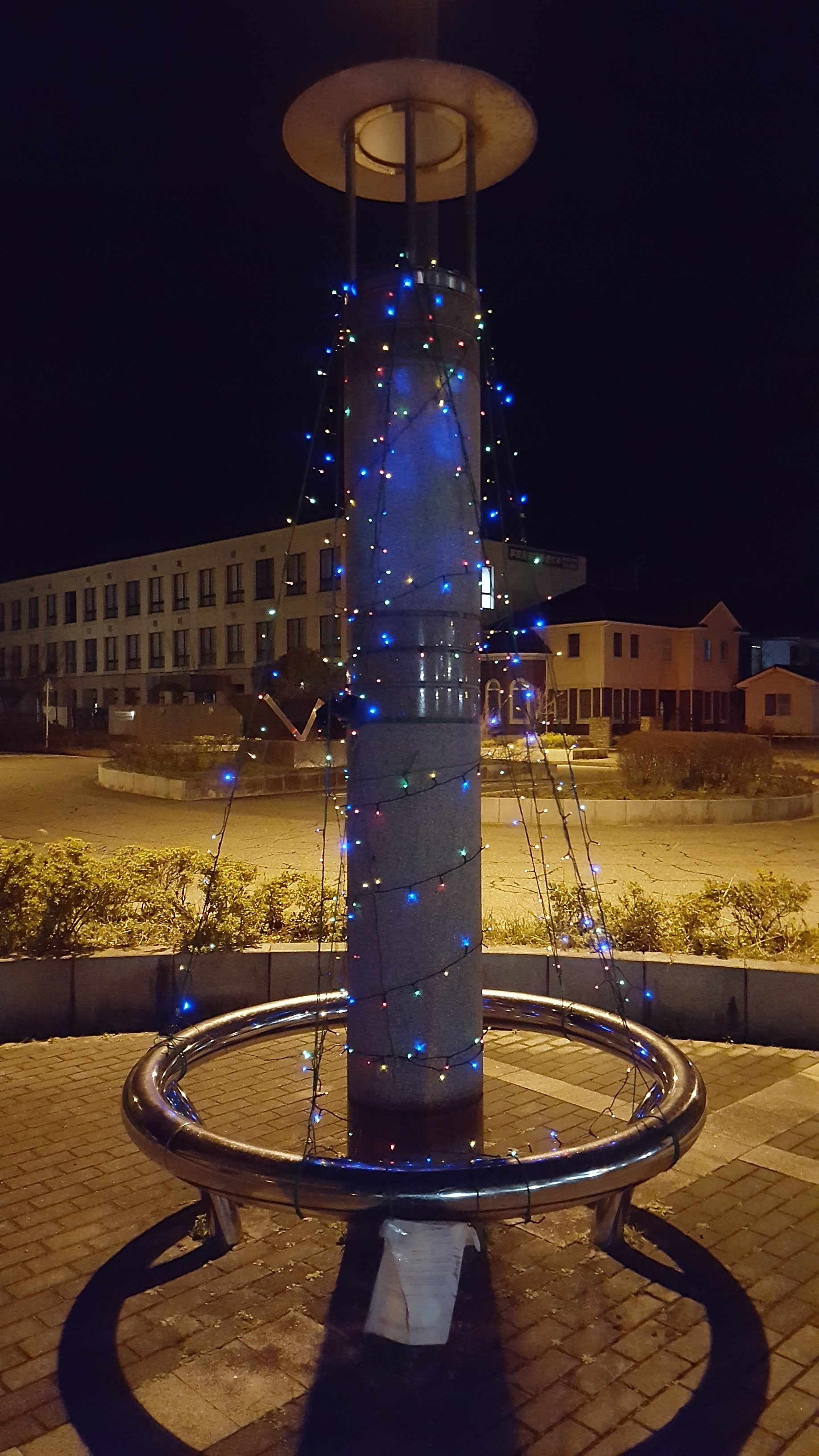
越後赤塚駅前のクリスマスイルミネーション

新潟市西区の赤塚地区と中野小屋地区のほぼ中間点に位置しているが、双方の中心地へは車で約5分、徒歩30分弱かかる。
以前は周囲を水田に囲まれ、民家数軒と共に立っていた駅だが、1990年代から土地区画整理事業による宅地開発がはじまり、みずき野ニュータウンと名付けられた。1994年（平成6年）には、新潟国際情報大学が開学するなど周辺地区の開発が進む。現在、駅周辺の地名も住居表示の実施により「みずき野」となっている。
2018年（平成30年）12月には、周辺住民や新潟国際情報大学、新潟看護医療専門学校の学生らが協力して地域活性化を目指そうと、駅前の街頭にクリスマスに向けたイルミネーションを設置した。
- 新潟県道168号越後赤塚停車場四ッ郷屋線
- 新潟県道46号新潟中央環状線
- 新潟国際情報大学（みずき野キャンパス）
- 新潟看護専門学校
- 佐潟（赤塚地区）
- 新潟市立赤塚小学校（赤塚地区）
- 新潟市立小瀬小学校（中野小屋地区）

## バス路線
2025年（令和7年）4月現在、駅前のロータリーから区バス・住民バスが2路線発着している。

### コミュニティ佐潟バス
2005年（平成17年）4月から赤塚地区の住民組織が運営主体となって、当駅と新潟交通内野営業所の間を、赤塚・四ツ郷屋の集落間を経由して運行している。運賃は大人・小人を問わず1乗車110円。「りゅーと」などのICカードも利用可。
2025年（令和7年）4月現在は、「赤塚駅前」バス停にて発着している。平日のみ運行しており、当駅発着は4往復である（土曜・日曜・祝休日および年末年始は全便運休。冬季は一部増便）。

### 西区バス・中野小屋ルート
新潟駅発着の路線バス「W4 大堀線」のうち、信楽園病院発着便の一部を、中野小屋地区を経由して当駅まで延伸したものである。区バス区間は槇尾 - 当駅間だが、運賃は新潟交通の体系に則ったものを採用しており、同社の一般路線バス（近郊線など）と同様の距離制運賃となっている。
2025年（令和7年）4月現在は、「赤塚駅前」バス停にて、青山まで結ぶ路線（W43）が発着している。平日のみ運行し、5往復が発着している（土曜・日曜・祝休日および年末年始は全便運休）。

## 隣の駅
東日本旅客鉄道（JR東日本）
■越後線
越後曽根駅 - 越後赤塚駅 - 内野西が丘駅